# Nação (candomblé)
Nação é usada no candomblé para distinguir seus segmentos, diferenciados pelo dialeto utilizado nos rituais, o toque dos atabaques, a liturgia. A nação também indica a procedência dos escravos que lhe deram origem na nova terra e das divindades por eles cultuadas.
As civilizações sudanesas, por exemplo, são representadas pelos iorubás (nagôs), por sua vez representado pelas nações (a região sudanesa histórica não corresponde aos estados modernos do Sudão e Sudão do Sul): Queto, Efom, Ijexá, Nagô Ebá, Batuque do Rio Grande do Sul e Xambá de Pernambuco.
O grupo dos daomeanos, por sua vez, é representado pelas nações jeje: Fons, Jejes, Minas, Fantes, Axantes e outros menores como crumãs, Agni, zemas e timinis.
As civilizações islamizadas são representadas por Fulas (peuhls), Mandingas, Hauçás e, em menor número, nupés, bornus e Gurunsis.
As civilizações bantos do grupo angola-congolês são representadas pelos ambundos de Angola (cassanges, bangalas, dembos), os congos ou cabindas do estuário do Congo e os benguela com diversas tribos escravizadas.
As civilizações bantu da Contra-Costa são representadas pelos moçambiques (macuas e angicos), tendo sido o grupo Bantu reduzido às nações: Candomblé Bantu, Angola, Congo e Cabinda.

## Línguas sagradas
As línguas sagradas utilizadas nas nações, são línguas de diversos países africanos trazidas pelos escravos e conservadas através da oralidade:
- Língua axante
- Língua eué
- Língua fanti
- Língua fon
- Língua grunci
- Língua hauçá
- Língua quimbundo
- Quicongo
- Língua mina
- Língua umbundo
- Língua iorubá

No começo do período escravagista, todos os escravos vindos da África eram chamados de negros da Guiné. Na altura, a região da Guiné se estendia do Senegal ao Gabão. 
A escravidão dividiu as sociedades africanas em todos os sentidos. O africano, com o fim das linhagens, dos clãs, das aldeias, da realeza, se apegou ainda mais aos seus deuses e ritos, uma vez que foi a única coisa que restou de suas regiões de origem.
Guardiões da cultura oral, os escravos guardaram em sua memória os movimentos de dança, os toques dos atabaques, a comida ritual, as rezas e cânticos, na nova terra chamados de Cantiga no candomblé e pontos cantados na Umbanda.
O silêncio, o segredo (calundus) e o isolamento armado em quilombos e mucambos são formas de resistência e esperança de reconstituir na nova terra seus ritos, costumes e hierarquia.
A resistência dos negros ao regime de subordinação ou exploração do qual foram vítimas encontram portas abertas na religião, nos quilombos, confrarias e santidades, locais de reuniões assim chamados antes de receberem o nome de candomblés que também foram usados como esconderijo.